# Ус, Василий Родионович
Васи́лий Родио́нович Ус (? — лето 1671, Астрахань) — донской казак, один из руководителей Крестьянской войны под предводительством Степана Разина 1670—1671.

## Биография
Участник русско-польской войны (1654—1667). В 1655/1656 году Василий Ус был атаманом отряда донских казаков, зимовавших в ходе войны с Польшей на царской службе в Могилеве. В июне 1664 года — атаман отряда донских казаков (387 человек), вышедших в Тулу для участия в военных действиях против Речи Посполитой.

## Поход Василия Уса
Весной 1666 года из-за неурожаев в некоторых уездах на Дону начался голод. Донские казаки, жившие по Хопру и Иловле, выбрали Василия Уса своим атаманом.
В мае 1666 года атаман Василий Ус возглавил поход беднейших донских казаков к Москве, чтобы просить назначения на царскую военную службу. Под его командованием находилось 700—800 вооруженных казаков.
10 июня 1666 года донские казаки под командованием атамана Василия Уса подошли к Воронежу. Местный воевода Василий Уваров, подозревая людей Уса в бунтовских намерениях, преградил им дальнейший путь на север. Василий Ус на переговорах с воеводой притворно-смиренно просил пропустить к царю в Москву депутацию из шести своих людей. Прибыв в Москву, казацкая станица 22 июня подала царскому правительству челобитье с просьбой послать казаков на войну с поляками и выдать им жалованье. Однако русско-польская война уже оканчивалась, и пополнения в армии более не требовались. Царское правительство предписало отряду Василия Уса немедленно вернуться на Дон и по пути не сманивать за собой служилых людей.
26 июня казацкий отряд Василия Уса выступил из-под Воронежа и продолжил своё движение на север. По пути к ним примкнули беглые солдаты, крестьяне и холопы с юга страны. Мятежное движение стало быстро разрастаться, охватив не только Скопинский, Дедиловский, Крапивенский, Каширский, Серпуховской и Соловской уезды. Василий Ус разбил лагерь в окрестностях Тулы, на Упской гати. Число людей в лагере Василия Уса постоянно росло благодаря постоянному притоку крестьян. Василий Ус рассылал повсюду агентов, распространявших слухи, что всем пришедшим к нему будет выдаваться 10 рублей деньгами, оружие и конь. В середине июля войско В. Уса насчитывало 1500 человек, а к концу месяца — уже восемь тысяч.
Большое войско казаков и беглых надо было кормить. Обнищавшие и голодные крепостные вместе с казаками Василия Уса  грабили барские усадьбы. Особенно страдали усадьбы бояр и помещиков. Дворяне бежали из Венева, Дедилова, с реки Соловы, спасаясь с женами и детьми в тульский кремль. А их холопы и крестьяне шли к Василю Усу на Упу и брались в войско. В восьми верстах от Тулы собралось большое вооружённое войско. Тульский воевода И. Ивашкин пытался завязать переговоры с Усом и приглашал его выборных в Тулу, однако воровской атаман от сношений с властями отказался. Надо сказать, что в старину слово "воры" употреблялось в смысле ненадежный, непокорный народ, нарушитель законов и указов начальства. Войско Василя Уса было в отличие от войска атамана Разина не казацким, а мужицким. Казаки не занимались земледелием и получали хлеб от казны, либо сами добывали себе в походах добычу, как то делал Степан Разин в Персии, а потом на добытое покупали уже хлеб. Поэтому войско Разина было значительно меньше мужицкого войска Василя Уса, мужики которого сами занимались земледелием, но в отличие от подневольной крепостной России без помещичьего ярма. Именно потому, что мужицкое войско Василя Уса содержало само себя и благодаря тому, что то, за что оно боролось, было заветной мечтой поголовно всего населения страны за исключением маленькой кучки дворян, которое и шло в его войско, именно поэтому войско Уса было таким большим.
Царское правительство, обеспокоенное продвижением войска атамана Василия Уса и расширением крестьянского бунта, поспешно снарядило карательную экспедицию против казацких отрядов В. Уса.
Главным воеводой царской рати был назначен полковой воевода князь Юрий Никитич Барятинский, отличившийся во время русско-польской войны.
По приезде в Тулу главный воевода в качестве лазутчика должен был вступить в переговоры с мятежниками, раздать жалованье 700 казакам, но потребовать от них выдать беглых и вернуться на Дон. Царь Алексей Михайлович вновь отказался принять на службу казацкий отряд Василия Уса. Ю. Н. Барятинский должен был посулить Василию Усу, что его донцам в Воронеже выдадут «корм» (хлеб, муку, сухари) и дадут суда для плавания по Дону. 700 казаков Уса могли свободно идти на Дон, однако царь настаивал на выдаче остальных мятежников, которые «збежали из полков же и из городов, и боярских холопей и крестьян». Вину за поход Уса правительство хитро возлагало на недавних беглецов в Донскую область из центральных уездов, которые «пришли ныне з Дону без ево, великого государя, указу, самовольством, и свою братью, беглых служилых людей и холопий, и слуг боярских, и жон их и детей, к себе ныне позывали, и с ними уездных людей разоряли, и грабили, и всякое насильство чинили».
В июле 1666 года царские войска под командованием князя Ю. Н. Барятинского прибыли в Тулу, туда же стали прибывать отряды окрестных помещиков. Воевода побоялся вступить в переговоры с казаками и отправил к ним в лагерь своего парламентера. Василий Ус  уклонился от переговоров.
14 июля 1666 года сам атаман Василий Ус во главе казацкой делегации приехал в Москву, чтобы подать царю челобитную. В челобитной царю казаки писали, что двинулись с Дона к Москве по бедности. Они просили царя выдать им «жалование» и  уверяли, что никаких насилий и грабежей нигде по пути не чинили и беглых к себе не принимали.
Царское правительство предложило Василию Усу отправиться в Тулу на переговоры с князем Ю. Н. Барятинским. 24 июля 1666 года казаки Уса покинули Москву, но во время ночевки под Серпуховом они ускакали от сына боярского Ярышкина, который должен был их сопровождать, и на следующий день прибыли в лагерь на р. Упе. Здесь Василий Ус выступил перед войском своих приверженцев, сказав, что царь не хочет с ними мириться и намерен действовать против них только силой. Казацкий стан был переведен на Упёрту, приток Упы.
Получив о концентрации в Туле больших сил царской армии, атаман Василий Ус отказался от похода на Москву и решил вернуться со своими казаками на Дон, минуя Воронеж и другие крупные города. От переговоров с князем Юрием Барятинским Василий Ус отказался и угрожал убить его посланника. Разделившись на три отряда, донские казаки выступили на юг через Ефремов и Елец. Отряды правительственных сил, посланные в погоню, не стали настигать казаков. На Дону по требованию царского правительства Василий Ус был подвергнут казачьим войсковым кругом под командованием назначенного царем атамана Корнея Яковлева наказанию. Опасаясь дальнейшего преследования, Ус скрылся.

## Восстание С. Разина
Летом 1668 года Василий Ус стал собирать казачий отряд на реке Лиске, между Черкасском и Пятиизбянским городком, и к нему примкнуло 300 человек. Когда Василий Ус отправился к Волге, чтобы соединиться с разинцами, его остановили станичники — домовитые казаки, ехавшие из Москвы, и убедили В. Уса повернуть на запад. Позднее этот отряд был включен в полк белгородского воеводы, князя Г. Г. Ромодановского. В грамоте, присланной вслед за тем донскому атаману М. Самаренину, царь отблагодарил домовитых казаков за то, что они старались «самовольных людей от воровства унимать и на злые дела их не пускать».
Весной 1670 года Василий Ус присоединился к повстанческому войску Степана Разина и стал одним из его ближайших соратников. Он командовал конными казаками. Во время наступления на Царицын и Чёрный Яр возглавлял повстанческое войско, шедшее берегом Волги, командовал одним из отрядов при взятии Астрахани (1670). После ухода повстанческого войска под командованием Степана Разина вверх по Волге Василий Ус был оставлен в городе атаманом. Его товарищами здесь были старшины Федор Шелудяк и Иван Терской. Совместно с ними он обеспечивал коммуникации и тыл повстанцев.
Когда в Астрахани в октябре 1670 года стало известно о поражении С. Разина от царских воевод в битве под Симбирском, навстречу раненому Разину, возвращавшемуся вниз по Волге, атаман Василий Ус отправил из Астрахани небольшой отряд людей, который должен был оберегать «батьку» и проводить его на Дон. На всякий случай каждый из 50 казаков был «одвуконь».
В начале мая 1671 года атаман Фёдор Шелудяк, ближайший соратник Василия Уса, выступивший в поход из Царицына на Симбирск, отправил в Астрахань 500 казаков под руководством С. Кочановского. Вместе с Кочановским Фёдор Шелудяк передал Василию Усу, что по дороге к Симбирску он получил сведения о враждебных действиях астраханского митрополита Иосифа, его сношениях с царским правительством и воеводами окрестных городов, с Доном и Тереком. 11 мая того же года В. Ус созвал казачий круг, куда был призван митрополит Иосиф. Сам Василий Ус провёл его допрос. Когда появился митрополит, Ус обратился к Кочановскому: «Что-де ты стал? Выступай, с чем приехал от войска, и говори то перво». Кочановский повторил обвинение. Казаки обвинили его во лжи, лицемерии, ханжестве, измене. Круг вынес ему смертный приговор. Митрополит астраханский Иосиф был подвергнут пыткам и казнен. Затем был казнен оставленный Степаном Разиным в живых второй воевода Астрахани князь С. И. Львов, а с ним и другие «нарочитые люди».
Летом 1671 года атаман Василий Ус скончался от тяжелой кожной болезни. В правительственных грамотах было сообщалось «злой смертью скончашася «от кожной болезни („ черви изъели“)». После смерти В. Уса атаманом восставших астраханцев стал Фёдор Шелудяк, вернувшийся из неудачного похода на Симбирск. Весть о смерти Василия Уса разнеслась по стране и за её рубежами. 1 августа 1671 года о кончине одного «из первых воров», как о крупной сенсации сообщили голландские вестовые письма — «Куранты».